# Frontera entre Guinea Equatorial i Nigèria
La frontera entre ella Guinea Equatorial i Nigèria consisteix en un segment marítim al golf de Guinea, en particular amb l'illa de Bioko. Aquesta frontera es regeix per un tractat signat a Malabo el 23 d'abril de 2000.
En lloc d'adoptar una línia equidistant entre els dos països, el tractat té en compte els interessos econòmics establerts dels dos països del Golf de Guinea, inclosos els pous petroliers existents, les plataformes petrolieres i les llicències de recurs existents. Aquest límit es defineix per un segment basat sobre 10 punts.
- Punt (i) : 4° 01’ 37.0”N, 8° 16’ 33.0”E
- Punt (ii) : 3° 53’ 01.8”N, 8° 04’ 10.7”E
- Punt (iii) : 3° 51’ 54.8”N, 8° 04’ 58.9”E
- Punt (iv) : 3° 51’ 20.2”N, 8° 04’ 04.0”E
- Punt (v) : 3° 52’ 25.8”N, 8° 03’ 18.5”E
- Punt (vi) : 3° 42’ 37.0”N, 7° 49’ 10.0”E
- Punt (vii) : 3° 38’ 42.4”N, 7° 49’ 10.3”E
- Punt (viii) : 3° 26’ 46.5”N, 7° 35’.40.7”E
- Punt (ix) : 3° 15’ 12.0”N, 7° 22’ 35.8”E
- Punt (x) : 2° 52’ 10.9”N, 7° 22’ 37.8”E

El Punt (i) és un trifini amb el Camerun. Aquest punt també es va sotmetre a una reserva de la Cort Internacional de Justícia en una disputa sobre la frontera entre Camerun i Nigèria. El Punt (x) és un trifini amb São Tomé i Príncipe.